# Георгий (царевич Кахетии)
Георгий (груз.: გიორგი; род. 1529 — ум. 6 апреля 1561) — грузинский царевич (батонишвили) из кахетинской ветви династии Багратионов.
Сын царя Кахетии Левана (1518/1520-1574) от его второй жены, дочери шамхала Тарки. Он был убит в 1561 году в битве с армией Сефевидов, сражаясь на стороне своего шурина, царя Картли Симона I (1556—1569, 1578—1599).

## Биография
Георгий был рожден от второго брака царя Кахетии Левана с дочерью шамхала Тарки. У него был брат, Элимурза, претендент на кахетинский престол.
Он был старшим из четырнадцати детей, рождённых в этом союзе. По словам грузинского историка XVIII века Вахушти Багратиони, Георгий был задуман отцом в качестве наследника престола Кахетии (Леван отрекся от своих детей от первого брака с Тинатин Гуриели).
В 1561 году Симон I, царь Картли, предложил своему тестю Левану союз против сефевидской гегемонии. Леван, стремясь сохранить мир дома, не хотел, но его сын Георгий пошел добровольцем в армию Картлийского царства, возглавлявшегося Симоном.
Прибыв в Дзегви, чтобы присоединиться к картлийцам, войска Георгия были атакованы и уничтожены в день Пасхи 6 апреля 1561 года армией Сефевидов под командованием султана Шахверди, каджарского бейлербея Карабаха, в битве при Цихедиди. Сам Георгий был убит в бою.

## Семья
Царевич Георгий был женат на анонимной дочери царя Картли Луарсаба I. У него было трое сыновей:
- Георгий, Вахтанг и Хосро.

О них известно не так много, историк Вахушти Багратиони сообщает, что они все погибли в бою за власть в Кахетии, поддерживая претензии Элимурзы. Хосро был женат на некой Мариам.